# Harald Granraude
Harald Granraude o Haraldr hinn granrauði (fl. IX secolo) è stato un re del distretto di Agder, Norvegia, vissuto nel IX secolo.

## Biografia
Sposò Gunnhild Ragnvaldsdottir, figlia di Ragnvald Sigurdsson, Lord di Huseby a Lista. Fu padre di Åsa Haraldsdottir e di Gyrd Haraldsson, e bisnonno di Haraldr Hárfagri, primo re di Norvegia. 
Quando il re del Vestfold, Gudrød il Cacciatore, inviò uomini per proporsi alla figlia di Harald, Åsa, questi rispose di no. Il rifiuto fece infuriare Gudrød, il quale partì con le proprie navi verso Tromøy. Giunse di notte ed attaccò a sorpresa la fortezza di Harald. Quando Harald vide giungere un esercito, chiamò a raccolta tutti i propri uomini. Si svolse una dura battaglia, ed Harald perse. Lui ed il figlio furono uccisi. Re Gudrød saccheggiò il tesoro di Harald, sposando Åsa con la forza. 